# Silvester-Turnier 2022/23
Das Silvester-Turnier 2022/23, offiziell als Silvester Tournament bezeichnet, war ein Turnier im Skispringen, das vom 27. Dezember 2022 bis zum 1. Januar 2023 stattfand.

## Verlauf und Ergebnisse
Es wurden jeweils zwei Wettbewerbe im österreichischen Villach (28. und 29. Dezember 2022) und im slowenischen Ljubno (31. Dezember 2022 und 1. Januar 2023) ausgetragen. Die Veranstaltungen bestanden aus Einzelspringen der Damen und wurden im K.-o.-System durchgeführt. Sie zählten zum Skisprung-Weltcup 2022/23. Das Turnier begann am 27. Dezember 2022 mit der Qualifikation zum ersten Wettkampf in Villach.
Eva Pinkelnig gewann die ersten beiden Wettbewerbe sowie das zweite Springen in Ljubno. Beim ersten Wettkampf in Slowenien feierte Anna Odine Strøm ihren Debütsieg im Weltcup. Pinkelnig gewann die Gesamtwertung mit 1030,3 Punkten vor Strøm mit 1004 Punkten. Nika Križnar, die in Villach zweimal Dritte wurde, sicherte sich den dritten Rang in der Endwertung mit 980,3 Punkten. Die Vorjahressiegerin Marita Kramer erreichte den zehnten Platz. Pinkelnig erhielt für den Gesamtsieg 20.000 Schweizer Franken und eine Trophäe in Form einer goldenen Eule.
Die Sloweninnen Taja Bodlaj, Tinkara Komar, Nika Krasovic und Ajda Košnjek gaben während des Turniers jeweils ihr Weltcup-Debüt.
Urša Bogataj stürzte im ersten Durchgang des Abschlussspringens und zog sich einen Kreuzbandriss zu. Sie erreichte aufgrund ihrer Wertungspunkte dennoch formell den zweiten Durchgang und gewann damit einen Wettkampfpunkt.
Für den Jahreswechsel 2023/24 kündigte Horst Hüttel entgegen der bisherigen Termine des Silvester-Turniers Wettbewerbe in Garmisch-Partenkirchen und Oberstdorf an. Diese wurden schließlich als Two-Nights-Tour 2023/24 ausgetragen.